# 텐료 버스
텐료 버스(일본어: 天領バス 텐료 바스[*])는 규슈의 전세버스 및 고속버스 기업으로 본사는 후쿠오카현 후쿠오카시 에 위치한다. 주요 사업으로는  전세버스 사업과 정기 관광버스 운행도 하고 있다.

## 역사
- 1990년 6월 6일 : 텐료 관광(일본어: 天領観光 텐료 칸코[*]) 명칭으로 회사 설립.
- 2012년 1월 1일 : 쓰시마 사무소 개설.
- 2012년 10월 2일 : 오이타현 우스키시 영업소 폐쇄.
- 2013년 7월 29일 : 여객 자동차 운송 사업 인가.
- 2013년 8월 1일 : 고속버스 운행 개시.
- 2014년 12월 1일 : 고속버스 브랜드인 오리온 버스(일본어: オリオンバス 오리온바스[*])로 명칭 변경.
- 2016년 4월 : 본사를 후쿠오카현 후쿠오카시로 이전.

## 버스 사업
- 본사 외에 영업소는 다음과 같다.
  - 히타 영업소 - 오이타현 히타시
  - 간사이 영업소 - 오사카부 센난시

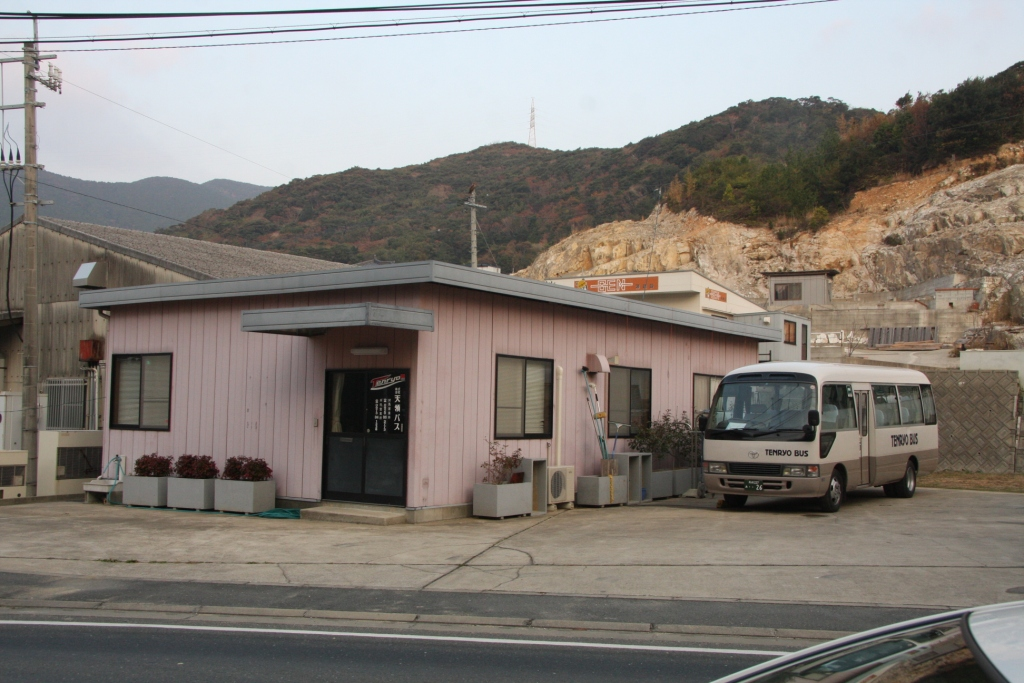
구, 쓰시마 영업소

과거에 쓰시마 사업소 (나가사키현 쓰시마시), 우스키 사업소 (오이타현 우스키시), 우키하 사업소 (후쿠오카현 우키하시) 신모지 사업소 (기타큐슈시 모지구)에 영업소가 있었다.

### 고속버스
텐료 라이너(영어: TenryoLINER, 일본어: 天領ライナー 텐료오라이나아[*])는 고속버스 브랜드로 오리온 투어 버스와 공동 배차로 운행하고 있다. 당초 전세 버스로 후쿠오카에서 간사이 지방과 관동 지방을 오가는 노선으로 운행 했으나 2013년에 고속버스 노선으로 전환과 동시에 O.T.B. 라이너(영어: O.T.B. Liner, 일본어: O.T.B.ライナー O.T.B.라이나아[*])란 명칭으로 운행하기 시작했다. 2014년 12월에 오리온 버스(일본어: オリオンバス 오리온바스[*])로 명칭으로 변경되었다. 2020년 3월 코로나바이러스감염증-19로 인해 운행이 중단되었다가 같은 해 7월에 현재의 브랜드로 변경과 동시에 운행을 재개했다. 

## 주요 차량
일본 내 자동차 제조 업체 2사의 메이커를 사용한다. 사용하는 차량으로 히노 자동차, 미쓰비시후소트럭 버스의 차종을 사용하며, 과거에 미쓰비시후소 에어로킹과 마찬가지로 이층 버스 동일 모델인 히노 그랜드뷰 차종을 긴키 닛폰 철도의 모기업인 킨테츠 버스에서 중고로 구입해 운용 했으나 대차와 동시에 히노 자동차가 인수 후 현재는 히노 오토 플라자에서 전시되고 있다.

## 같이 보기
- 오리온 투어 버스